# Sân vận động Quốc gia (Tokyo, 1958)
Sân vận động Quốc gia (国立競技場 Kokuritsu kyōgijō) là một sân vận động đa năng nằm ở Kasumigaoka, thuộc Shinjuku, Tokyo, Nhật Bản. Sân vận động này từng là sân vận động chính cho lễ khai mạc và bế mạc, cũng như là nơi tổ chức các sự kiện môn thi đấu điền kinh tại Thế vận hội Mùa hè 1964. Các trận đấu trên sân nhà của đội tuyển bóng đá quốc gia Nhật Bản và trận chung kết cúp bóng đá câu lạc bộ được tổ chức tại sân. Sân vận động ban đầu có sức chứa chính thức là 57.363 người, cho đến thời điểm dỡ bỏ đã giảm xuống còn 48.000 chỗ ngồi.
Công việc phá dỡ sân được hoàn thành vào tháng 5 năm 2015 và địa điểm sẽ được tái phát triển với một sân vận động Olympic mới có sức chứa lớn hơn. Sân vận động mới được xây dựng để trở thành địa điểm chính của Thế vận hội Mùa hè và Paralympic 2020.
Các kế hoạch ban đầu cho sân vận động mới đã bị Thủ tướng Nhật Bản Abe Shinzō loại bỏ vào tháng 7 năm 2015, sau khi bị dư luận phản đối vì chi phí xây dựng tăng vọt lên. Do đó, sân vận động mới không sẵn sàng cho Cúp bóng bầu dục thế giới 2019, như dự định ban đầu. Một thiết kế mới do kiến trúc sư Kuma Kengo tạo ra đã được chọn vào tháng 12 năm 2015 để thay thế thiết kế ban đầu. Sân vận động mới được hoàn thành vào tháng 11 năm 2019.

## Lịch sử
Sân vận động đã được hoàn thành vào năm 1958 với tư cách là sân vận động quốc gia của Nhật Bản. Sân nằm trên địa điểm của Sân vận động Meiji Shrine Outer Park trước đó. Sự kiện lớn đầu tiên được tổ chức tại sân vận động là Đại hội Thể thao châu Á 1958.
Sân vận động không bị tổn hại bởi trận động đất và sóng thần Tōhoku 2011. Yasuhiro Nakamori, giám đốc quan hệ quốc tế của Ủy ban Olympic Nhật Bản, nói với Around the Rings rằng sân vận động tránh được thiệt hại do quy chuẩn xây dựng nghiêm ngặt của Nhật Bản.
Sân vận động Quốc gia cũng đã tổ chức một số buổi hòa nhạc trong quá khứ: The Three Tenors (Luciano Pavarotti, Plácido Domingo, và Jose Carreras) vào năm 1996, SMAP vào năm 2005, Dreams Come True vào năm 2007, Arashi (15 buổi hòa nhạc từ năm 2008 đến 2013), L'Arc-en-Ciel vào năm 2012, Momoiro Clover Z vào năm 2014, AKB48 vào năm 2014, và cuối cùng là buổi hòa nhạc đồng diễn "Sayonara National Stadium Final Week Japan Night" vào ngày 28 và 29 tháng 5 năm 2014, được coi như là buổi hòa nhạc cuối cùng được diễn ra tại sân vận động trước khi bị phá dỡ, với các nghệ sĩ như Ikimono-gakari, Gospellers, Sukima Switch, Naoto Inti Raymi, Funky Kato, Sekai no Owari, Perfume, Man with a Mission, L'Arc-en-Ciel, và các ca sĩ và nhóm nhạc khác.

## Các sự kiện đáng chú ý
- 1958: Đại hội Thể thao châu Á
- 1964: Thế vận hội Mùa hè
- 1967: Đại hội Thể thao Sinh viên Mùa hè
- 1967–2013: Chung kết Cúp Hoàng đế
- 1976–1979: Japan Bowl
- 1979: Giải vô địch bóng đá trẻ thế giới
- 1981–2001: Cúp bóng đá liên lục địa
- 1991: Giải vô địch điền kinh thế giới
- 1993: Trận mở màn J.League (Verdy Kawasaki vs Yokohama Marinos)
- 1993: Giải vô địch bóng đá U-17 thế giới
- 1996: Buổi hòa nhạc của The Three Tenors
- 2002: PRIDE Shockwave 2002
- 2003: Trận mở màn Japan Top League
- 2005–2008: Giải vô địch bóng đá thế giới các câu lạc bộ
- 2009: Chung kết AFC Champions League
- 2010: Chung kết AFC Champions League

## Giao thông
Để đi đến sân vận động, chúng ta có thể đi từ các ga Sendagaya hoặc ga Shinanomachi dọc theo Tuyến Chūō-Sōbu của JR; từ ga Kokuritsu-Kyōgijō trên Tuyến Toei Ōedo và từ ga Gaiemmae trên Tuyến Ginza Tokyo Metro.